# Les Frères Guedehoungue
Les Frères Guedehoungue est un groupe musical d'auteurs-compositeurs-interprètes, danseurs et percussionnistes béninois. Ils se consacrent à la promotion des valeurs culturelles béninoises, notamment le vodoun.

## Biographie
Adolphe (Prince Vilos), Bertin Benoît (Prince Fade), Bertin (Prince Agba) et Parfait (Prince Guesso), communément appelés les frères Guedehoungue, sont originaires de Sahoué Doutou (commune de Houéyogbé). Ils sont les fils de Sossa Adanyroh Guedehoungue, considéré comme « le père de l’indépendance du culte vodoun ». Les frères Guedehoungue se produisent pour la première fois sur la scène à l’Institut français du Bénin depuis la sortie de leur dernier album GBE MEDJI, premier signe de la géomancie du Fâ, sorti le 30 décembre 2017,.

## Discographie
Liste des albums et discographies des frères Guedehoungue : Semadegbe, Haladja, Djobe se, Feu de brousse, Combat, Mietonouwe.

## Distinction
Après plusieurs années de prestation, Les frères Guedehoungue sont élus meilleur groupe traditionnel d’Afrique aux Kora Awards pour le titre Feu de brousse en 2012,. Ils sont nommés pour le compte de la section meilleur artiste ou groupe traditionnel dans les catégories non régionales des Kora 2008 Cinq artistes béninois.